# 戸井嘉作
戸井 嘉作（とい かさく、1862年2月23日（文久2年1月25日） - 1945年（昭和20年）4月27日）は、日本の実業家、政治家。衆議院議員（立憲民政党）。横浜市会議員。横浜市参事会員。族籍は神奈川県平民。

## 経歴
甲斐国山梨郡下鍛冶屋村（のち山梨県西山梨郡山城村下鍛冶屋、現・山梨県甲府市）生まれ。戸井彦五郎の長男。3歳の時に母りんが亡くなり、専ら祖母ツネに養育される。
7歳より寺子屋に通い、9歳の時に初めて小学校が設けられて入学する。13歳の時に小学校を卒業して甲府の神道局（のち皇典講習所）に19歳まで修業する。20歳の時に神奈川県四等巡査を拝命する。
22歳の時に三浦郡役所準判任御用掛となる。24歳の時に横須賀戸長役場に入る。28歳の時より横須賀で運送業、薪炭業を始める。
横浜商品倉庫会社を創立しその他銀行会社の重役に選任された。1902年以来横浜市会議員として24年間横浜市政に尽力した。1915年、衆議院議員に当選した。以来当選7回に及び立憲民政党総務同党神奈川県支部長同党顧問を務めた。

## 政策・主張

### 政見綱領
- 中小商工業者更生[1]
- 農漁山村復活[1]
- 国防強化[1]
- 財政確立[1]
- 政治の公明強化対策[1]
- 教育に関する根本方針対策[1]

## 人物
戸井は、民政党の宿将で、しかも横浜に於ける総帥であった。自由主義者島田三郎に師事した。島田三郎の薫陶を受けているだけに権勢にへつらいおもねらなかった。小泉又次郎（後の逓信大臣）を島田三郎に紹介した。
普選の殊勲者で、政党内における親和の楔としての戸井は、地方における地盤開拓の功労者であり、また先達でもあった。宗教は曹洞宗。趣味は盆栽、旅行。神奈川県在籍。住所は神奈川県横浜市中区本牧町。

## 家族・親族
戸井家
嘉作の祖父は林九郎次という人で、祖母・ツネ（東八代郡富士見村河内・原家の娘）は九郎次の後妻である。九郎次とツネには3人の子が誕生した。その第一子が嘉作の父・彦五郎である。彦五郎は成長して同じ村の戸井家の養子となり、隣村の小曲村向山家からりんを娶った。
- 父・彦五郎[6]
- 母・りん - 母・りんは嘉作が3歳の時に病気で亡くなる[2]。
- 妻・マサ（1862年 - ?、愛知、酒井仙助の二女）[5][6]
- 養子・正治（1879年 - ?、山梨、林英作の三男）[5][6]
  - 同妻・クニ（1884年[6] - ?、神奈川、小澤賢順の妹[5]、小澤昌順の四女[6]）
  - 同長男・敬一（1908年 - ?、三菱商事会社勤務）[6]
  - 同二男・元八（1912年 - ?、第一銀行勤務）[6]
  - 同長女[6]
  - 同二女[6]
  - 同三女[6]
- 孫[6]
- 曽孫[7]